# Distemonanthus benthamianus
Distemonanthus benthamianus är en ärtväxtart som beskrevs av Henri Ernest Baillon. Distemonanthus benthamianus ingår i släktet Distemonanthus och familjen ärtväxter. Inga underarter finns listade i Catalogue of Life.